# Sureshanella
Sureshanella is een geslacht van vliesvleugeligen uit de familie van de Eulophidae. De wetenschappelijke naam van dit geslacht werd voor het eerst geldig gepubliceerd in 2011 door T. C. Narendran.

## Soorten
Het geslacht Sureshanella is monotypisch en omvat slechts de volgende soort:
- Sureshanella nupera Narendran, 2011